# 一大会址・新天地駅
座標: 北緯31度3分49秒 東経121度30分27秒 / 北緯31.06361度 東経121.50750度
一大会址・新天地駅（いったいかいし・しんてんちえき）は、中華人民共和国上海市黄浦区に位置する上海軌道交通10号線、13号線の駅である。

## 駅構造
10号線は相対式ホーム2面2線を有する地下駅、13号線は島式ホーム1面2線を有する地下駅。

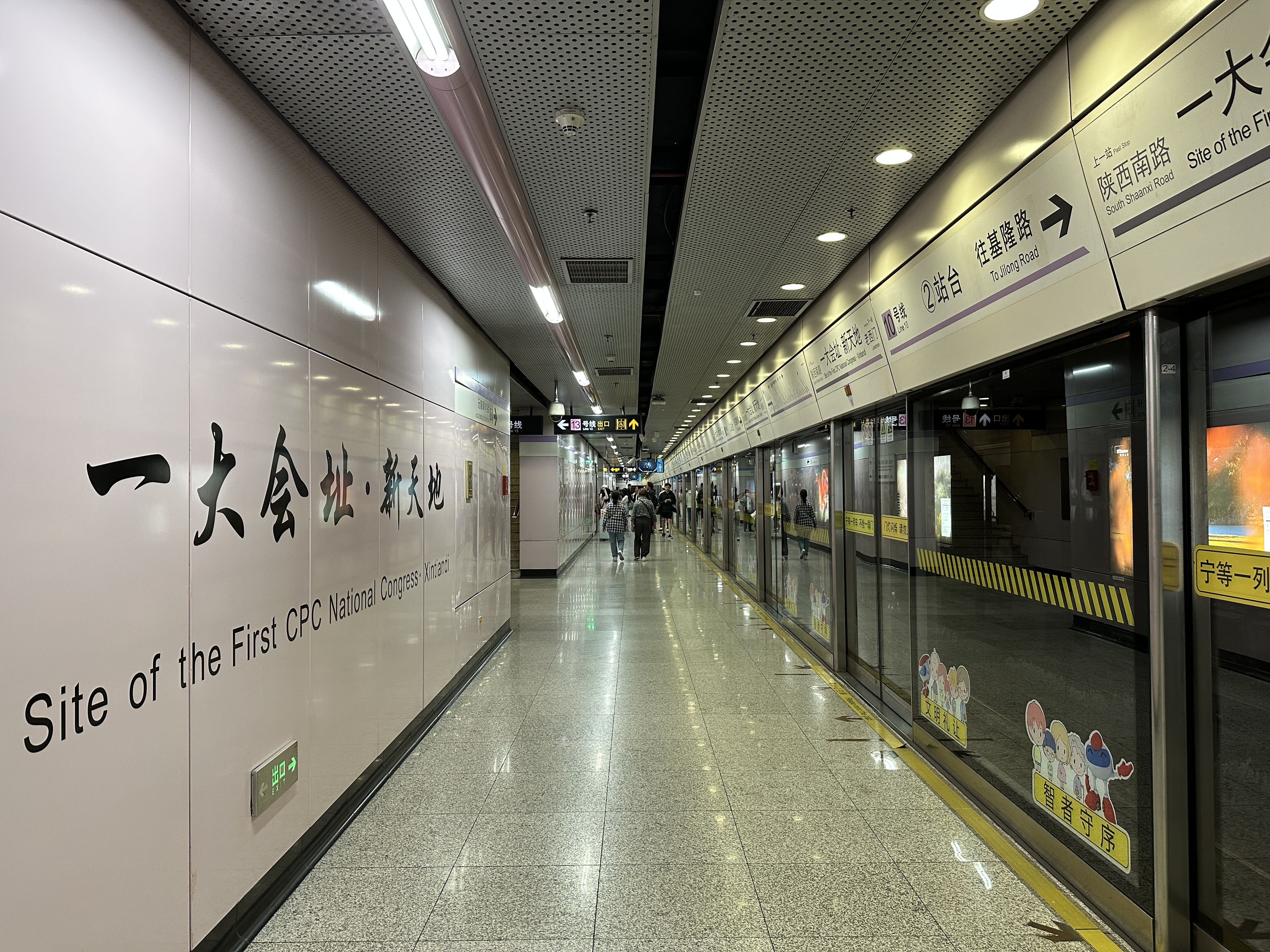
10号線基隆路方面のホーム
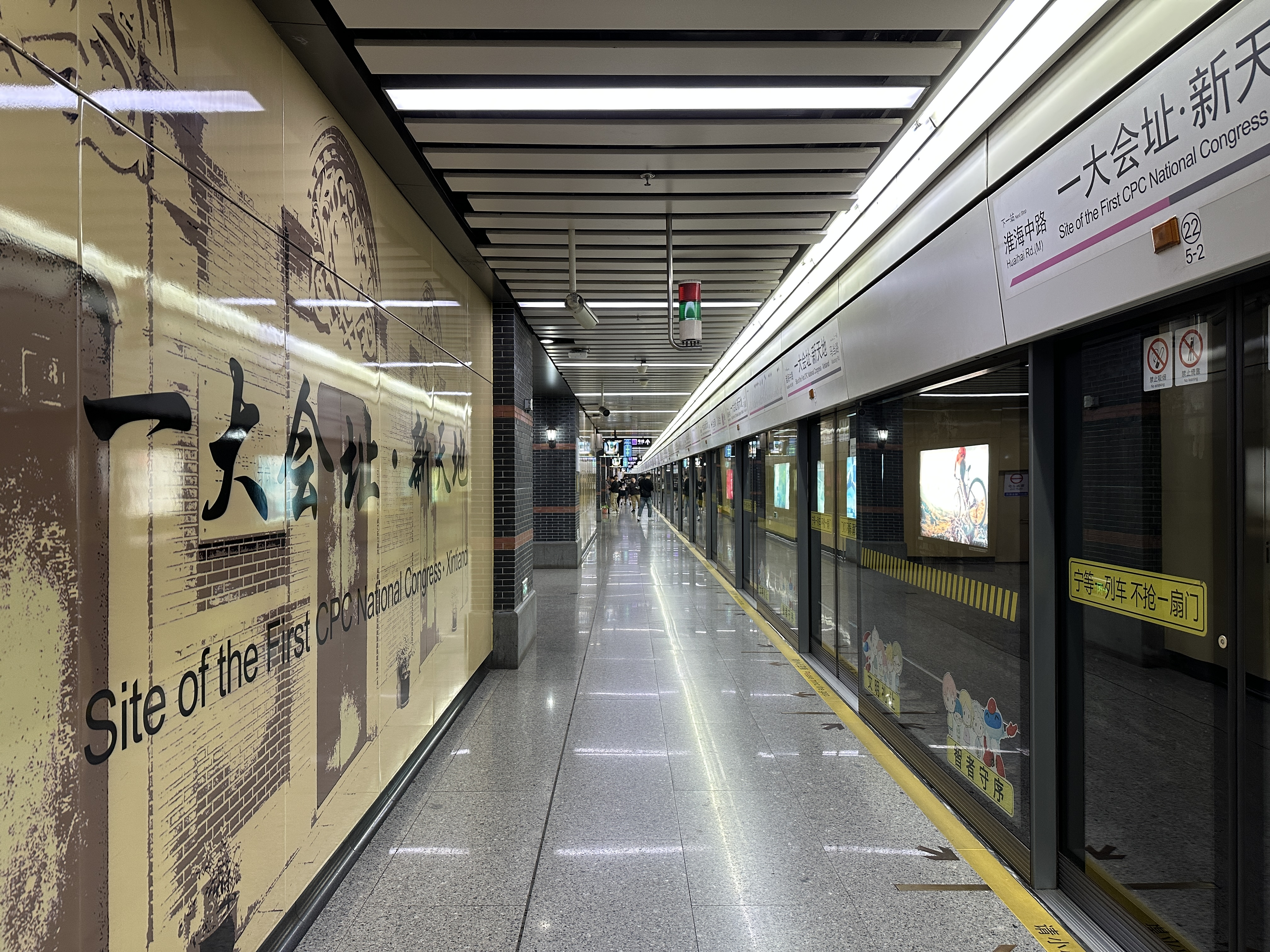
13号線のホーム

## 駅周辺
- 新天地
- 中国共産党第一次全国代表大会会址
- 上海銀行
- 大韓民国臨時政府跡

## 歴史
- 2010年4月10日 - 新天地駅として10号線の駅が開業。
- 2015年12月19日 - 13号線の駅が開業。
- 2021年6月20日 - 一大会址・新天地駅に改称[1]。

## 隣の駅
上海軌道交通
■ 10号線
老西門駅 - 一大会址・新天地駅 - 陝西南路駅
■ 13号線
淮海中路駅 - 一大会址・新天地駅 - 馬当路駅